# Ptecticus fuscipennis
Ptecticus fuscipennis är en tvåvingeart som beskrevs av Mcfadden 1982. Ptecticus fuscipennis ingår i släktet Ptecticus och familjen vapenflugor. Inga underarter finns listade i Catalogue of Life.